# Gare de Carry-le-Rouet
Gare de Carry-le-Rouet vasútállomás Franciaországban, Carry-le-Rouet településen.

## Vasútvonalak
Az állomást az alábbi vasútvonalak érintik:
- Ligne de la Côte Bleue

## Kapcsolódó állomások
A vasútállomáshoz az alábbi állomások vannak a legközelebb:
- Gare de La Redonne-Ensuès (Ligne de la Côte Bleue)
- Gare de Sausset-les-Pins (Ligne de la Côte Bleue)